# Гупалова Євгенія Федорівна
Євгенія Федорівна Гупа́лова (нар. 2 березня 1938, Котовськ) — українська художниця декоративно-ужиткового мистецтва, живописець і педагог; почесний член Міжнародного благодійного фонду «Духовна спадщина». Дружина художника Володимира Вуколова.

## Біографія
Народилася 2 березня 1938 року в місті Котовську (нині місто Подільськ Одеської області, Україна). 1965 року з відзнакою закінчила Одеське художнє училище, де навчалася у Миколи Павлюка, Людмили Фурдигайло.
Протягом 1977—1990 років працювала художницею Київського творчо-виробничого об'єднання «Художник»; з 1993 року викладала в Борівській школі мистецтв Київської області. Мешкає у селищі Боровій в будинку на вулиці Остапа Вишні, № 3.

## Творчість
Працює у галузі станкового (пише пейзажі, натюрморти) та монументального живопису, створює акварелі, гобелени. Серед живописних робіт:
- «Дорога в горах. Крим» (1988);
- «Пейзаж із лелекою» (1993);
- «Овочі» (1996);
- «Груші» (1996);
- «Персики на березі моря» (1997);
- «Роставиця» (1997);
- «Карпати» (1998);
- «Кримський краєвид» (1999);
- «Вечір над річкою» (1999);
- «Квіти» (2000);
- «Білі півонії» (2004);
- «Спекотний полудень» (2005).

Окремі роботи зберігаються в Національному музеї декоративного мистецтва України, у приватних колекціях Ізраїлю, Канади, Норвегії, Сполучених Штатів Америки.
Авторка декоративних розписів та керамічних панно, які прикрашають площі та дитячі установи міст і сіл України. 
Учасниця республіканських та всесоюзних мистецьких виставок з 1967 року. Персональні виставки відбулися у Києві у 2002 році, Фастові у 2003 році.